# Konzert für Oboe und Orchester F-Dur Hess 12
Das Konzert für Oboe und Orchester F-Dur Hess 12 von Ludwig van Beethoven galt lange Zeit als verschollen. In der letzten Hälfte des 20. Jahrhunderts wurden Teile des Manuskripts der 1792 entstandenen Komposition wiederentdeckt.

## Vermutungen zur Existenz eines Beethoven-Oboenkonzerts
1964 wurde der endgültige Beweis für die Existenz eines Oboenkonzertes von Ludwig van Beethoven erbracht, da Joseph Haydn es in einem Brief an Beethovens Gönner erwähnt. Auf der Seite 126 der Neuausgabe der Beethoven-Biografie Alexander Wheelock Thayers wurden vom Herausgeber Elliot Forbes für jeden der drei Sätze drei Incipits des Manuskripts des Konzertes für Oboe und Orchester F-Dur hinzugefügt.
In seinen Schriften erwähnt Thayer, dass sowohl Anton Diabelli als auch der Verlag Artaria das Konzert für Oboe und Orchester F-Dur besitzen, und somit ist anzunehmen, dass in den Katalogen der Verlage die Incipits zu finden sind.
Die Bonner Incipits sagen folgendes aus:
1. Satz: F-Dur, Allegro moderato: Beginn mit zwei Oboen und zwei Fagotten, die das Thema vorstellen, gefolgt vom Anfang des ersten Teiles und dem Einsatz der Solo-Oboe.
2. Satz: B-Dur, Largo: Kurze Einleitung der ersten Violinen vor dem Einsatz der Solo-Oboe
3. Satz: F-Dur, Allegretto: Rondo-Thema

Dass Beethovens Oboenkonzert nie publiziert wurde, kann daran liegen, dass sich das originale Manuskript nicht (mehr) im Besitz von Diabelli bzw. Artaria befand, weil es in das Eigentum des Wiener Oboisten Ernest Krähmer übergegangen war, der mit der Originalhandschrift auf Europa-Tournee ging.

## Entdeckung des Manuskripts
1970 wurde durch das Britische Museum ein Buch veröffentlicht, das als das Kafka-Skizzenbuch bekannt war. In diesem Buch stehen nicht nur Skizzen, sondern auch voll ausgeschriebene Teile von Werken, die zur Lebenszeit Beethovens publiziert worden waren. Auf der Seite 150 wurde die Skizze des zweiten Satzes aus dem Konzert für Oboe und Orchester in F-Dur gefunden. In der Skizze ist nur die Oboenstimme ausgeschrieben, während ein Klavierpart lückenhaft dabei steht. Der Satz wurde von Cees Nieuwenhuizen und Jos van der Zanden rekonstruiert und 2003 in Rotterdam erstmals aufgeführt.
Eine weitere Spur zu einer möglichen Wiederauffindung des Originalmanuskripts fand die Augsburger Musikwissenschaftlerin Susanne Wosnitzka im Spätsommer 2019 durch einen Zufallstreffer in einer historischen Augsburger Tageszeitung des Jahres 1834. Sie konnte ausfindig machen, dass die Originalhandschrift – zusammen mit dem verschollenen Originalmanuskript von Wolfgang Amadeus Mozarts Oboenkonzert und einer Ouvertüre einer noch unbekannten Oper von Joseph Haydn – "handschriftliches Eigenthum" des Wiener Oboisten Ernest Krähmer war, der damit zusammen mit seiner Frau, der Solo-Klarinettistin Caroline Krähmer geb. Schleicher (1794–1873), auf Tournee durch Österreich, Deutschland und in die Schweiz ging. In Salzburg konzertierte er damit im Beisein von Mozarts Witwe Constanze, die folglich vom Besitztum Ernest Krähmers gewusst haben muss.
In Salzburg fand Bernhard Paumgartner bereits 1920 einen Stimmensatz des 1834 dort gespielten Mozartschen Oboenkonzerts (publiziert erst 1950), das damit rekonstruiert werden konnte. Die Originalhandschrift davon gilt bis heute aber als verschollen. Ernest Krähmer hatte einen Oboen-Schüler in Augsburg, Kaspar Reichardt (?–1857), der Erster Oboist im Augsburger Stadttheater war und der sich während des Konzert-Aufenthalts der Krähmers in Augsburg – die diese verschollenen Werke im dortigen Stadttheater spielten – möglicherweise Abschriften beider Oboenwerke angefertigt haben könnte. Solche könnten auch an weiteren Orten existieren, in denen die Krähmers damals konzertierten. Im Nachlass Caroline Krähmers konnte die Krähmer-Expertin Nicola Buckenmaier die lange gesuchten Hand- oder Abschriften allerdings nicht ausfindig machen, wodurch dieser Fall weiterhin vorerst noch ein ungelöstes Rätsel der Musikwissenschaft bleibt. Dennoch wird dieser Fund von der Forschungsstelle im Beethoven-Haus Bonn als "bedeutender Meilenstein in der Beethoven- und Mozartforschung" hin zu einer Auffindung bewertet.